# 乔尔·格里菲斯
乔尔·格里菲斯（Joel Griffiths，1979年8月21日—）是一名澳大利亚足球运动员，最後效力於國家超級聯賽球會蘭布頓雅法。

## 职业生涯
1997年，乔尔·格里菲斯在悉尼联开始职业生涯，在2001年加盟纽卡斯尔联喷气机。2003年乔尔首次到国外踢球効力瑞士球队纳沙泰尔，其后加盟利兹联转战英格兰联赛，但只是出场2次。
2006年，乔尔回归纽卡斯尔联喷气机効力。2008年被短期租借日本球队福冈黄蜂効力9场进3球。
2009年，乔尔被纽卡斯尔联喷射机租借至中国足球超级联赛球队北京国安一年。乔尔在中超联赛第一轮就打入加盟北京国安后的首个入球。
2009年4月及10月，乔尔因肘击对方球员、向客队球迷做出了不雅的手势，两次遭到中国足协的处罚，合共停赛12场，罚款8万元。
2009年乔尔最终随北京国安队获得中超冠军，并以8个进球和弟弟瑞恩·格里菲斯并列一起成为球队的最佳射手。
在租借期满后，北京国安打算让乔尔永久转会到球队，纽卡斯尔联喷气机拒绝放人。乔尔选择了罢赛、罢训方式要求纽卡斯尔联喷气机同意其转会。2010年1月，纽卡斯尔喷射队最终同意了乔尔以45万澳元的身价正式转会北京国安。2011赛季结束后，乔尔拒绝和北京国安续约。
2012年1月19日，上海申花官方宣布乔尔·格里菲斯加盟。3月10日，乔尔在2012赛季中超第一轮的比赛中打进一球，这使得他在中超联赛连续四个赛季第一轮都可以取得进球，这个进球也帮助上海申花主场1比1战平江苏舜天。
2012年12月13日下午，澳大利亚媒体证实，在中超效力效力了4个赛季的乔尔·格里菲斯已签约澳超悉尼FC。他从德罗巴的搭档，变为皮耶罗的搭档。
2013年7月16日，悉尼FC证实已经和乔尔·格里菲斯解约。一周后，他重返中国，加盟另一支中超球队青岛中能。但青岛中能在赛季末降级，未获续约。2014年1月11日，纽卡斯尔喷气机俱乐部正式宣布签下乔尔•格里菲斯，合同期至本赛季结束。这是乔尔在纽卡斯尔喷气机的“三进宫”。
2015年，格里菲斯被惠灵顿凤凰以一份短期合同签下，直到2014/15赛季澳甲联赛结束，但可惜他遭遇了严重的膝伤。

## 家庭
格里菲斯的其中一个比他小两岁不过生日同为8月21日的弟弟瑞恩·格里菲斯曾与他一起在北京国安效力两年，此外他还有一个双胞胎兄弟亚当·格里菲斯也是职业球员。2010年6月，亚当·格里菲斯与杭州绿城签约一年，这也使得格里菲斯三兄弟在2010赛季都在中超赛场聚齐。